# Liste der Gerichte im Großherzogtum Hessen
Diese Liste nennt die Gerichte im Großherzogtum Hessen.

Informationen zur Entwicklung des Gerichtswesens im Großherzogtum finden sich in 

## Vor 1879
Die Gerichtsverfassung im Großherzogtum war bis 1879 dadurch geprägt, dass im linksrheinischen Teil, der Provinz Rheinhessen, französisches Recht maßgeblich war, während rechtsrheinisch (Provinzen Starkenburg und Oberhessen) die Gerichtsverfassung aus deutschen Traditionen weiter entwickelt wurde.

### Herzogtum Westfalen (1802–1816)
1802 besetzten hessisch-darmstädtische Truppen das Herzogtum Westfalen. Mit dem Reichsdeputationshauptschluss 1803 wurde der Anschluss an die Landgrafschaft Hessen-Darmstadt staatsrechtlich anerkannt. Als Gerichte erster Instanz wurden zunächst die bisherigen Gerichte in den bestehenden Verwaltungseinheiten beibehalten. Am 22. September 1807 trat ein Gesetz zur Neueinteilung des Herzogtums in 18 Ämter in Kraft. Diese hatten neben Verwaltungsaufgaben auch entsprechende Gerichte erster Instanz, die einheitlich für das jeweilige Amtsgebiet und damit ab jetzt auch für die zugeordneten Städte, Gemeinden und Unterherrschaften zuständig waren. 
.
Als zweite Instanz wurde das Hofgericht Arnsberg eingerichtet.
1816 musste Hessen-Darmstadt als Ergebnis des Wiener Kongresses das Herzogtum Westfalen an Preußen abtreten.

### Oberhessen und Starkenburg

#### Obergerichte
- Oberappellationsgericht Darmstadt
  - Hofgericht Darmstadt (Provinz Starkenburg)
    - Justizkanzlei Büdingen
    - Justizkanzlei Michelstadt

  - Hofgericht Gießen (Provinz Oberhessen)
    - Justizkanzlei Büdingen
    - Justizkanzlei Gedern
    - Justizkanzlei Hungen

#### Strafrechtspflege
- Bezirksstrafgericht Alsfeld
- Bezirksstrafgericht Darmstadt
- Bezirksstrafgericht Gießen
- Bezirksstrafgericht Michelstadt

#### Erstinstanzliche Gerichte
Bis 1821 erfolgte die erstinstanzliche Rechtsprechung durch die Ämter und Patrimonialgerichte. 
1821 erfolgte die Trennung der Rechtsprechung von der Verwaltung, für die Rechtsprechung wurden Landgerichte eingerichtet und die Patrimonialgerichte im Laufe der 1820er Jahre vom Staat sukzessive übernommen.
| Gericht                        | Hofgericht | Sitz                | Gründung | Anmerkungen                                                                      |
| ------------------------------ | ---------- | ------------------- | -------- | -------------------------------------------------------------------------------- |
| Landgericht Altenschlirf       | Gießen     | Altenschlirf        | 1821     | 1854 in „Landgericht Herbststein“ umbenannt                                      |
| Landgericht Alsfeld            | Gießen     | Alsfeld             | 1821     |                                                                                  |
| Landgericht Altenstadt         | Gießen     | Altenstadt          | 1853     |                                                                                  |
| Landgericht Battenberg         | Gießen     | Battenberg          | 1835     | 1866 an Preußen                                                                  |
| Landgericht Beerfelden         | Darmstadt  | Beerfelden          | 1822     | 1822 bis etwa 1853 „Landgericht Freienstein“                                     |
| Landgericht Biedenkopf         | Gießen     | Biedenkopf          | 1821     | 1866 an Preußen                                                                  |
| Landgericht Büdingen           | Gießen     | Büdingen            | 1822     |                                                                                  |
| Landgericht Butzbach           | Gießen     | Butzbach            | 1840     |                                                                                  |
| Stadtgericht Darmstadt         | Darmstadt  | Darmstadt           | 1821     |                                                                                  |
| Landgericht Darmstadt          | Darmstadt  | Darmstadt           | 1853     |                                                                                  |
| Landgericht Friedberg          | Gießen     | Friedberg           | 1821     |                                                                                  |
| Landgericht Fürth              | Darmstadt  | Fürth               | 1821     |                                                                                  |
| Landgericht Gernsheim          | Darmstadt  | Gernsheim           | 1839     |                                                                                  |
| Stadtgericht Gießen            | Gießen     | Gießen              | 1821     |                                                                                  |
| Landgericht Gießen             | Gießen     | Gießen              | 1821     |                                                                                  |
| Landgericht Gladenbach         | Gießen     | Gladenbach          | 1821     | 1866 an Preußen                                                                  |
| Landgericht Großgerau          | Darmstadt  | Groß-Gerau          | 1821     |                                                                                  |
| Landgericht Großkarben         | Gießen     | Groß-Karben         | 1821     | 1853 aufgelöst                                                                   |
| Landgericht Grünberg           | Gießen     | Grünberg            | 1821     |                                                                                  |
| Landgericht Hirschhorn         | Darmstadt  | Hirschhorn          | 1821     |                                                                                  |
| Landgericht Höchst             | Darmstadt  | Höchst im Odenwald  | 1822     |                                                                                  |
| Landgericht Homberg an der Ohm | Gießen     | Homberg (Ohm)       | 1821     |                                                                                  |
| Landgericht Hungen             | Gießen     | Hungen              | 1822     |                                                                                  |
| Landgericht Langen             | Darmstadt  | Langen              | 1821     |                                                                                  |
| Landgericht Laubach            | Gießen     | Laubach             | 1822     |                                                                                  |
| Landgericht Lauterbach         | Gießen     | Lauterbach          | 1821     |                                                                                  |
| Landgericht Lich               | Gießen     | Lich                | 1822     |                                                                                  |
| Landgericht Lichtenberg        | Darmstadt  | Schloss Lichtenberg | 1821     | 1848 in „Landgericht Reinheim“ umbenannt                                         |
| Landgericht Lorsch             | Darmstadt  | Lorsch              | 1821     |                                                                                  |
| Landgericht Michelstadt        | Darmstadt  | Michelstadt         | 1822     |                                                                                  |
| Landgericht Nauheim            | Gießen     | Bad Nauheim         | 1867     | Gemäß Friedensvertrag vom 3. September 1866 mit Preußen vom Kurfürstentum Hessen |
| Landgericht Nidda              | Gießen     | Nidda               | 1821     |                                                                                  |
| Landgericht Offenbach          | Darmstadt  | Offenbach am Main   | 1823     |                                                                                  |
| Landgericht Ortenberg          | Gießen     | Ortenberg           | 1821     |                                                                                  |
| Landgericht Rödelheim          | Gießen     | Rödelheim           | 1823     | 1853 aufgelöst                                                                   |
| Landgericht Schlitz            | Gießen     | Schlitz             | 1821     |                                                                                  |
| Landgericht Schönberg          | Darmstadt  | Schloss Schönberg   | 1822     | 1826 aufgehoben und dem Landgericht Fürth zugeordnet                             |
| Landgericht Schotten           | Gießen     | Schotten            | 1821     |                                                                                  |
| Landgericht Steinheim          | Darmstadt  | Steinheim           | 1821     | 1825 in „Landgericht Seligenstadt“ umbenannt                                     |
| Landgericht Ulrichstein        | Gießen     | Ulrichstein         | 1838     |                                                                                  |
| Landgericht Umstadt            | Darmstadt  | Groß-Umstadt        | 1821     |                                                                                  |
| Landgericht Vöhl               | Gießen     | Vöhl                | 1821     | 1866 an Preußen                                                                  |
| Landgericht Vilbel             | Gießen     | Vilbel              | 1853     |                                                                                  |
| Landgericht Wald-Michelbach    | Darmstadt  | Wald-Michelbach     | 1853     |                                                                                  |
| Landgericht Wimpfen            | Darmstadt  | Bad Wimpfen         | 1821     |                                                                                  |
| Landgericht Zwingenberg        | Darmstadt  | Zwingenberg         | 1821     |                                                                                  |

#### Weitere Gerichte
Bis 1832 waren die entsprechenden Polizei- und Forstbehörden zugleich die erstinstanzlichen Gerichte in diesen Bereichen. Erst dann fand auch hier die Trennung der Rechtsprechung von der Verwaltung statt und die Aufgaben wurden an die ordentliche Gerichtsbarkeit überwiesen. Bis dahin bestand:
- Oberforstgericht

### Rheinhessen

#### Obergerichte
- Provisorischer Kassations- und Revisionsgerichtshof für die Provinz Rheinhessen, bis 1836, dann: Oberappellationsgericht Darmstadt
  - Obergericht Mainz
    - Kreisgericht Mainz, ab 1852: „Bezirksgericht Mainz“
    - Kreisgericht Alzey (ab 1836), ab 1852: „Bezirksgericht Alzey“

#### Strafrechtspflege
- Assisengerichte bei den Kreisgerichten

#### Friedensgerichte
Friedensgerichte waren in dem Bereich des Großherzogtums, in dem französisches Recht galt, die Gerichte der ersten Instanz.
| Friedensgericht                | Kreisgericht ab 1836 | Sitz           | Anmerkungen                             |
| ------------------------------ | -------------------- | -------------- | --------------------------------------- |
| Friedensgericht Alzey          | Alzey                | Alzey          |                                         |
| Friedensgericht Bingen         | Mainz                | Bingen         |                                         |
| Friedensgericht Mainz I        | Mainz                | Mainz          |                                         |
| Friedensgericht Mainz II       | Mainz                | Mainz          |                                         |
| Friedensgericht Nieder-Olm     | Mainz                | Nieder-Olm     |                                         |
| Friedensgericht Ober-Ingelheim | Mainz                | Ober-Ingelheim |                                         |
| Friedensgericht Oppenheim      | Alzey                | Oppenheim      |                                         |
| Friedensgericht Osthofen       | Alzey                | Osthofen       | (bis 1822: „Friedensgericht Bechtheim“) |
| Friedensgericht Pfeddersheim   | Alzey                | Pfeddersheim   |                                         |
| Friedensgericht Wöllstein      | Alzey                | Wöllstein      |                                         |
| Friedensgericht Wörrstadt      | Mainz                | Wörrstadt      |                                         |
| Friedensgericht Worms          | Alzey                | Worms          |                                         |

#### Handelsgericht
- Handelsgericht Mainz

## Ab 1879
Mit den Reichsjustizgesetzen wurde reichsweit eine einheitliche Gerichtsverfassung geschaffen. Im Großherzogtum Hessen wurden die Friedensgerichte und Landgerichte zum 1. Oktober 1879 mit wenigen Ausnahmen unverändert in Amtsgerichte umgewandelt.

### Obergerichte
An der Spitze stand nun das Oberlandesgericht Darmstadt als Nachfolger des Oberappellationsgerichts Darmstadt. Darunter waren drei Landgerichte angesiedelt:
- Landgericht Darmstadt (Provinz Starkenburg)
- Landgericht Gießen (Provinz Oberhessen)
- Landgericht Mainz (Provinz Rheinhessen)

### Amtsgerichte
| Gericht                              | Landgericht | Sitz               | Anmerkungen |
| ------------------------------------ | ----------- | ------------------ | --- |
| Amtsgericht Beerfelden               | Darmstadt   | Beerfelden         | |
| Amtsgericht Bensheim                 | Darmstadt   | Bensheim           | Gebildet am 1. Mai 1902 |
| Amtsgericht Darmstadt I              | Darmstadt   | Darmstadt          | Vorher Stadtgericht Darmstadt. |
| Amtsgericht Darmstadt II             | Darmstadt   | Darmstadt          | Vorher Landgericht Darmstadt |
| Amtsgericht Dieburg                  | Darmstadt   | Dieburg            | Gebildet am 1. Juli 1905 |
| Amtsgericht Fürth                    | Darmstadt   | Fürth              | Am 1. April 1904 wurden 13 Gemeinden an das neue Amtsgericht Reichelsheim abgegeben.                                                                            |
| Amtsgericht Gernsheim                | Darmstadt   | Gernsheim          | |
| Amtsgericht Groß-Gerau               | Darmstadt   | Groß-Gerau         | |
| Amtsgericht Groß-Umstadt             | Darmstadt   | Groß-Umstadt       | Am 1. Juli 1905 wurden 6 Gemeinden an das neue Amtsgericht Dieburg abgegeben.                                                                                   |
| Amtsgericht Hirschhorn               | Darmstadt   | Hirschhorn         | |
| Amtsgericht Höchst                   | Darmstadt   | Höchst im Odenwald | Am 1. Juli 1904 wurden 3 Gemeinden an das neue Amtsgericht Reichelsheim abgegeben.                                                                              |
| Amtsgericht Lampertheim              | Darmstadt   | Lampertheim        | Gebildet am 1. Juni 1905 |
| Amtsgericht Langen                   | Darmstadt   | Langen             | Am 1. Juli 1905 wurden 4 Gemeinden an das neue Amtsgericht Dieburg abgegeben.                                                                                   |
| Amtsgericht Lorsch                   | Darmstadt   | Lorsch             | Am 1. Mai 1902 wurden 2 Gemeinden an das neue Amtsgericht Bensheim abgegeben. Am 1. Juni 1905 wurden 5 Gemeinden an das neue Amtsgericht Lampertheim abgegeben. |
| Amtsgericht Michelstadt              | Darmstadt   | Michelstadt        | Am 1. April 1904 wurden 4 Gemeinden an das neue Amtsgericht Reichelsheim abgegeben.                                                                             |
| Amtsgericht Offenbach                | Darmstadt   | Offenbach am Main  | |
| Amtsgericht Reichelsheim im Odenwald | Darmstadt   | Reichelsheim       | Gebildet am 1. April 1904 |
| Amtsgericht Reinheim                 | Darmstadt   | Reinheim           | Am 1. April 1904 wurden 5 Gemeinden an das neue Amtsgericht Reichelsheim abgegeben. Am 1. Juli 1905 wurde 1 Gemeinde an das neue Amtsgericht Dieburg abgegeben. |
| Amtsgericht Seligenstadt             | Darmstadt   | Seligenstadt       | |
| Amtsgericht Wald-Michelbach          | Darmstadt   | Wald-Michelbach    | |
| Amtsgericht Wimpfen                  | Darmstadt   | Bad Wimpfen        | |
| Amtsgericht Zwingenberg              | Darmstadt   | Zwingenberg        | Am 1. Mai 1902 wurden 10 Gemeinde an das neue Amtsgericht Bensheim abgegeben.                                                                                   |
| Amtsgericht Alsfeld                  | Gießen      | Alsfeld            | |
| Amtsgericht Altenstadt               | Gießen      | Altenstadt         | |
| Amtsgericht Büdingen                 | Gießen      | Büdingen           | |
| Amtsgericht Butzbach                 | Gießen      | Butzbach           | |
| Amtsgericht Friedberg                | Gießen      | Friedberg          | |
| Amtsgericht Gießen                   | Gießen      | Gießen             | Entstand aus Stadt- und Landgericht Gießen |
| Amtsgericht Grünberg                 | Gießen      | Grünberg           | |
| Amtsgericht Herbstein                | Gießen      | Herbstein          | |
| Amtsgericht Homberg an der Ohm       | Gießen      | Homberg (Ohm)      | |
| Amtsgericht Hungen                   | Gießen      | Hungen             | |
| Amtsgericht Laubach                  | Gießen      | Laubach            | |
| Amtsgericht Lauterbach               | Gießen      | Lauterbach         | |
| Amtsgericht Lich                     | Gießen      | Lich               | |
| Amtsgericht Bad Nauheim              | Gießen      | Bad Nauheim        | |
| Amtsgericht Nidda                    | Gießen      | Nidda              | |
| Amtsgericht Ortenberg                | Gießen      | Ortenberg          | |
| Amtsgericht Schlitz                  | Gießen      | Schlitz            | |
| Amtsgericht Schotten                 | Gießen      | Schotten           | |
| Amtsgericht Ulrichstein              | Gießen      | Ulrichstein        | |
| Amtsgericht Vilbel                   | Gießen      | Vilbel             | |
| Amtsgericht Alzey                    | Mainz       | Alzey              | |
| Amtsgericht Bingen                   | Mainz       | Bingen             | |
| Amtsgericht Kirchheimbolanden        | Mainz       | Mainz              | |
| Amtsgericht Mainz                    | Mainz       | Mainz              | |
| Amtsgericht Nieder-Olm               | Mainz       | Nieder-Olm         | |
| Amtsgericht Ober-Ingelheim           | Mainz       | Ober-Ingelheim     | |
| Amtsgericht Oppenheim                | Mainz       | Oppenheim          | |
| Amtsgericht Osthofen                 | Mainz       | Osthofen           | |
| Amtsgericht Pfeddersheim             | Mainz       | Pfeddersheim       | |
| Amtsgericht Wöllstein                | Mainz       | Wöllstein          | |
| Amtsgericht Wörrstadt                | Mainz       | Wörrstadt          | |
| Amtsgericht Worms                    | Mainz       | Worms              | |

## Weitere Gerichte
Neben den genannten Gerichten bestanden bis in die 1820er Jahre Patrimonialgerichte.
Die Universitätsgerichte waren für die Jurisdiktion der Hochschulangehörigen zuständig. Mit dem Gerichtsverfassungsgesetz 1877 wurde die akademische Gerichtsbarkeit in Deutschland abgeschafft.
Die Hof- und Marschall-Justiz-Deputation beim Hofmarschallamt war für die Jurisdiktion der Hofbediensteten zuständig. Diese Funktion entfiel nach der Märzrevolution 1848.

### Militärgerichtsbarkeit
Als Militärgerichte dienten die Militär-Untersuchungsgerichte und die Kriegsgerichte. Als Instanzengericht diente das Oberkriegsgericht in Darmstadt.

### Forstgerichtsbarkeit
Das Oberforstgericht in Darmstadt war Forstgericht für die beiden rechtsrheinischen Provinzen. Es entschied als Instanzengericht über Entscheidungen der Forstverwaltung.

### Ortsgerichte
Seit 1852 bestanden in den rechtsrheinischen Provinzen die Ortsgerichte als Hilfsorgane der Justiz. Sie blieben auch nach 1879 in Funktion.

### Rheinschifffahrtsgerichtsbarkeit
Rheinschifffahrtsgericht für das Großherzogtum Hessen war das Friedensgericht Main I bzw. später Amtsgericht Mainz in erster und das Landgericht Mainz in zweiter Instanz.

### Verwaltungsgerichtsbarkeit
Mit der Verwaltungsreform von 1832 wurde für die rechtsrheinischen Gebiete ein Administrativjustizhof in Darmstadt eingerichtet. Seine Zuständigkeit erstreckte sich spätestens nach der Angleichung der Verwaltungsstrukturen 1835 auch auf das linksrheinische Gebiet. Dem Administrativjustizhof war als oberstes Verwaltungsgericht der Staatsrat des Großherzogtums Hessen übergeordnet. Dieser wurde 1875 durch den Verwaltungsgerichtshof Darmstadt als oberste Instanz der Verwaltungsgerichtsbarkeit abgelöst.